# Reprobates. Вторая жизнь
Reprobates. Вторая жизнь — пригодницька відеогра, розроблена чеською компанією Future Games, випущена 20 грудня 2007 року на платформі Microsoft Windows.

## Локалізації
- В Чехії гра вийшла під назвою Zatracenci
- В Німеччині, Австрії та Швейцарії випущена ANACONDA 14 вересня 2007 року під назвою Reprobates: Insel der Verdammten
- У Франції випущена Micro Application 14 вересня 2007 року під назвою Reprobates: Aux portes de la mort
- В США та Канаді випущена The Adventure Company та DreamCatcher Interactive Inc. 16 листопада 2007 року під назвою Next Life
- В СНД компанією Новый диск 20 грудня 2007 року випущена російськомовна локалізація від Lazy Games під назвою Reprobates. Вторая жизнь
- Hell-Tech 15 березня 2008 року випустила гру в Хорватії, Греції, Македонії, Сербії, Словенії та ПАР

## Оцінки й відгуки
| Видання          | Оцінка |
| ---------------- | ------ |
| Adventure Gamers | 2/5    |
| Game Players     | 3/5    |
| GameZone         | 6/10   |
| IGN              | 4,5/10 |